# Campeonato Africano de Voleibol Masculino
El Campeonato Africano de Voleibol es la máxima competición entre selecciones masculinas de voleibol de África, organizada por la Confederación Africana de Voleibol por primera vez en 1967; desde 1987 se disputa periódicamente cada dos años.

## Historial
| Año  | Sede            | Campeón | Subcampeón | Tercero    |
| ---- | --------------- | ------- | ---------- | ---------- |
| 1967 | Túnez           | Túnez   | Argelia    | Guinea     |
| 1971 | Egipto          | Túnez   | Egipto     | Madagascar |
| 1976 | Túnez           | Egipto  | Túnez      | Marruecos  |
| 1979 | Libia           | Túnez   | Libia      | Madagascar |
| 1983 | Egipto          | Egipto  | Túnez      | Marruecos  |
| 1987 | Túnez           | Túnez   | Camerún    | Argelia    |
| 1989 | Costa de Marfil | Camerún | Argelia    | Egipto     |
| 1991 | Egipto          | Argelia | Egipto     | Túnez      |
| 1993 | Argelia         | Argelia | Túnez      | Egipto     |
| 1995 | Túnez           | Túnez   | Egipto     | Argelia    |
| 1997 | Nigeria         | Túnez   | Camerún    | Argelia    |
| 1999 | Egipto          | Túnez   | Egipto     | Argelia    |
| 2001 | Nigeria         | Camerún | Nigeria    | Sudáfrica  |
| 2003 | Egipto          | Túnez   | Egipto     | Camerún    |
| 2005 | Egipto          | Egipto  | Túnez      | Camerún    |
| 2007 | Sudáfrica       | Egipto  | Túnez      | Camerún    |
| 2009 | Marruecos       | Egipto  | Argelia    | Camerún    |
| 2011 | Marruecos       | Egipto  | Camerún    | Túnez      |
| 2013 | Túnez           | Egipto  | Túnez      | Marruecos  |
| 2015 | Egipto          | Egipto  | Túnez      | Marruecos  |
| 2017 | Egipto          | Túnez   | Egipto     | Camerún    |
| 2019 | Túnez           | Túnez   | Camerún    | Argelia    |
| 2021 | Ruanda          | Túnez   | Camerún    | Egipto     |

## Medallero
| Selección  | Oro | Plata | Bronce | Total |
| ---------- | --- | ----- | ------ | ----- |
| Túnez      | 11  | 7     | 2      | 20    |
| Egipto     | 8   | 6     | 3      | 17    |
| Camerún    | 2   | 5     | 5      | 12    |
| Argelia    | 2   | 3     | 6      | 11    |
| Libia      | -   | 1     | -      | 1     |
| Nigeria    | -   | 1     | -      | 1     |
| Marruecos  | -   | -     | 4      | 3     |
| Madagascar | -   | -     | 2      | 2     |
| Guinea     | -   | -     | 1      | 1     |
| Sudáfrica  | -   | -     | 1      | 1     |